# Ida Brander
Ida Maria Charlotta Brander, född von Reis den 5 oktober 1857 i Stockholm, död 17 maj 1931 i Grankulla, var en finlandssvensk skådespelerska.

## Biografi
Ida Brander var av judisk börd men konverterade tidigt. 
Hon var elev vid Kungliga Baletten 1865–72, elev vid Operans konservatorium 1872 och engagerad vid Kungliga teatrarna 1875–77. Hon var därefter engagerad vid Svenska Teatern i Helsingfors från 1877 till 1916 och återigen 1922–31, med undantag för kortare engagemang vid Nya teatern i Stockholm (1878–79 och 1907–1911).
Bland hennes roller märks lady Macbeth i Macbeth, Hermione i En vintersaga, Orleanska jungfrun, Tekmessa i Kungarna på Salamis, Regina von Emmeritz, Kameliadamen samt många av Henrik Ibsens kvinnliga karaktärer.
Ida Brander uppskattades för "sin vackra böjliga stämma, sitt uttrycksfulla minspel och sitt livliga temperament." Hon gjorde en lyckad debut, men tog engagemang i Finland för att få bättre möjligheter att utveckla sig i en miljö med färre konkurrenter. Hon värvades tillfälligt tillbaka till Stockholm av Louise Stjernström, men återvände till Helsingfors när det trots allt visade sig att hennes karriärutrymme var bäst i Helsingfors, "där hon äntligen kom i tillfälle att lägga i dagen sin lysande begåvning. Slag i slag utförde hon nu en rad framstående roller med glänsande framgång hos publiken och odelat erkännande av kritiken." Då hon 1907 lämnade Helsingfors, skrev Hufvudstadsbladet: 
»Hela den litterära repertoaren, det högre skådespelet och tragedien bars under långa tider upp av fru Brander, vars storstilade, av stark patos färgade spel fann de rätta uttrycken för de skiftande drag, som kännetecknade de krävande uppgifterna.»
Ida Brander var från 1885 gift med skådespelaren Ernst Brander (1856–1894).

## Filmografi
- 1922 – Rakkauden kaikkivalta – Amor Omnia
- 1923 – Rautakylän vanha parooni
- 1925 – Ingmarsarvet
- 1926 – Till Österland

## Teater

### Roller (ej komplett)
| År   | Roll                            | Produktion                                                                 | Regi             | Teater                       |
| ---- | ------------------------------- | -------------------------------------------------------------------------- | ---------------- | ---------------------------- |
| 1897 | Suzanne de Montaubin            | Lika mot lika Paul Siraudin                                                | Mauritz Swedberg | Svenska Teatern, Helsingfors |
| 1897 | Josephine Krüger, författarinna | Tokerier Carl Laufs                                                        | Mauritz Swedberg | Svenska Teatern, Helsingfors |
| 1907 | Jordegumman                     | Kronbruden August Strindberg                                               | Victor Castegren | Svenska teatern, Stockholm   |
| 1907 |                                 | Johannes Hermann Sudermann                                                 |                  | Svenska teatern, Stockholm   |
| 1907 | Fru Kristina, Olofs moder       | Mäster Olof August Strindberg                                              |                  | Svenska teatern, Stockholm   |
| 1927 | Hertiginnan                     | Sällskap där man har tråkigt (Le monde où l'on s'ennuie) Édouard Pailleron |                  | Svenska Teatern, Helsingfors |
| 1929 | Farmor Meng                     | Patrasket Hjalmar Bergman                                                  | Tollie Zellman   | Svenska Teatern, Helsingfors |

### Fotnoter
1. 1 2 3 4  Svensk uppslagsbok 1939: Ida Brander
2. 1 2 3  Ida M C Brander (f. von Reis), urn:sbl:18076, Svenskt biografiskt lexikon (art av Nils Personne.), hämtad 2018-09-10.
3. 1 2  ”Program-bladet: Tidning för Helsingfors Teatrar och Konserter”. 29 december 1897. http://www.doria.fi/bitstream/handle/10024/71924/fk09410_1897-12-29_51.pdf?sequence=1. Läst 7 november 2015.
4. ↑  Bo Bergman (15 september 1907). ”Svenska teaterns premiär i går”. Dagens Nyheter:  s. 2. http://arkivet.dn.se/arkivet/tidning/1907-09-15/13431A/2. Läst 4 augusti 2015.
5. ↑  ”Teater, konst, litteratur”. Dagens Nyheter:  s. 2. 25 november 1907. http://arkivet.dn.se/arkivet/tidning/1907-11-25/13502B/2. Läst 26 juli 2015.
6. ↑  Bo Bergman (15 december 1907). ”Svenska teatern: 'Mäster Olof'”. Dagens Nyheter:  s. 4. http://arkivet.dn.se/arkivet/tidning/1907-12-15/13522A/4. Läst 5 augusti 2015.
7. ↑  ”Teaterannons”. Hufvudstadsbladet:  s. 2. 3 december 1927. https://digi.kansalliskirjasto.fi/sanomalehti/binding/1535002?page=2. Läst 29 december 2024.
8. ↑  ”Scen och Film”. Dagens Nyheter:  s. 11. 8 mars 1929. http://arkivet.dn.se/arkivet/tidning/1929-03-08/66/11. Läst 6 januari 2016.